# 尚贝里-沙勒莱索站
尚贝里-沙勒莱索站，即尚贝里站，是法国的一个铁路车站，位于法国东南部城市，萨瓦省省会尚贝里。

## 位置
尚贝里-沙勒莱索站位于尚贝里市区北部，距离尚贝里市政府（Mairie de Chambéry）直线距离大约500米。站址位于屈洛兹－莫达讷铁路137.673公里处，车站呈西北-东南走向，开口朝西南方向。由于车站前方为大片建筑物，道路狭窄，故与之配套的公交车站和长途汽车站位于火车站西侧大约200米远的夏尔·鲁瓦萨尔路（Quai Charles Roissard）上。

## 车站历史
尚贝里-沙勒莱索站建于1856年。事实上，早在1839年，尚贝里就已经有了第一条铁路，但却一直没有一个真正的“火车站”（只有乘降所）。并且，受到当时的筑路技术条件限制，这条铁路时速慢，多故障，效率极低。1846年，该铁路不得不停运。1853年，原有的铁路开始重新扩建改造，同时，尚贝里火车站也开始动工兴建，并于1856年建成。十九世纪后期，连接尚贝里附近多个方向的铁路相继建成通车。1923年，尚贝里火车站正式更名为尚贝里-沙勒莱索站。沙勒莱索（Challes-les-Eaux）是尚贝里旁的一个小城市，以温泉而闻名。二战期间，尚贝里-沙勒莱索站曾严重损毁，后恢复重建。
2014年7月起，尚贝里-沙勒莱索站开始了新一轮的改造，新的尚贝里-沙勒莱索站为一个集火车、公交、长途大巴、出租车和大型停车场为一体的综合性的交通枢纽，并已于2015年秋季投入使用。

## 停靠线路
以下列车线路在尚贝里-沙勒莱索站停靠：
| 尚贝里-沙勒莱索站列车线路表                  |        |                         |                |              |
| 线路                                         | 车种   | 上一站                  | 下一站         | 大致运行频率 |
| 巴黎—阿讷西                                  | TGV    | 巴黎里昂/里昂机场       | 艾克斯莱班     | 每天3趟左右  |
| 巴黎—米兰                                    | TGV    | 巴黎里昂/里昂机场       | 莫达讷         | 每天3趟左右  |
| 巴黎—米兰                                    | TGV    | 里昂帕尔迪厄            | 圣让德莫里耶讷 | 每天1趟      |
| 巴黎—圣莫里斯堡                              | TGV    | 巴黎里昂/里昂机场       | 阿贝尔维尔     | 每周3趟左右  |
| 巴黎—圣莫里斯堡                              | TGV    | 艾克斯莱班              | 阿贝尔维尔     | 每周3趟左右  |
| 坎佩尔/南特/里尔—圣莫里斯堡                  | TGV    | 马西TGV/马恩拉瓦莱-谢西 | 阿贝尔维尔     | [ 註 3 ]     |
| 阿讷西—马赛                                  | TGV    | 艾克斯莱班              | 格勒诺布尔     | 每周3趟左右  |
| 阿姆斯特丹/布鲁塞尔—圣莫里斯堡               | Thalys | 布鲁塞尔                | 阿贝尔维尔     | [ 註 3 ]     |
| 里昂—尚贝里                                  | TER    | 里昂帕尔迪厄/莱潘勒拉克 | （终点）       | 每天6趟左右  |
| 里昂—尚贝里                                  | TER    | 艾克斯莱班              | （终点）       | 每天1趟      |
| 里昂—圣莫里斯堡/莫达讷                       | TER    | 莱潘勒拉克              | 蒙梅利扬       | 每周2趟左右  |
| 圣安德烈勒加兹—尚贝里                        | TER    | 艾格伯莱特勒拉克        | （终点）       | 每天1趟      |
| 日内瓦/贝勒加德—尚贝里/格勒诺布尔/瓦朗斯城站 | TER    | 艾克斯莱班              | 蒙梅利扬       | 每天7趟左右  |
| 阿讷西—尚贝里/格勒诺布尔/瓦朗斯              | TER    | 艾克斯莱班              | 蒙梅利扬       | 每天11趟左右 |
| 尚贝里—格勒诺布尔/瓦朗斯                     | TER    | （起点）                | 蒙梅利扬       | 每天6趟左右  |
| 尚贝里—圣莫里斯堡站                          | TER    | （起点）                | 蒙梅利扬       | 每天8趟左右  |
| 昂贝略昂比热—尚贝里                          | TER    | 艾克斯莱班/滨湖维维耶   | （终点）       | 每天1~4趟    |
| 1. 2. 3. 4.                                  |        |                         |                |              |

## 配套交通

### 长途客运
尚贝里-沙勒莱索站对应的大巴车上下车地点位于车站的南侧，出站后左前方即是。
| 停靠尚贝里的大巴车    |                                     |                                                                                                  |
| 上下车地点            | 运营单位                            | 主要目的地                                                                                       |
| 尚贝里-沙勒莱索站南侧 | Eurolines                           | 米兰、第戎、克莱蒙费朗、佩里格（可通过联程中转前往欧洲各地）                                     |
| 尚贝里-沙勒莱索站南侧 | Flixbus                             | 巴黎、第戎、都灵、米兰、日内瓦、瓦朗斯、阿维尼翁、马赛                                           |
| 尚贝里-沙勒莱索站南侧 | Isilines                            | 日内瓦、瓦朗斯、阿维尼翁、马赛                                                                   |
| 尚贝里-沙勒莱索站南侧 | 伊泽尔省城际客运 Transisère         | 瓦龙、格勒诺布尔                                                                                 |
| 尚贝里-沙勒莱索站南侧 | 萨瓦省城际客运 Belle Savoie Express | 圣阿尔邦德蒙贝勒、奥斯特、新阿永、热隆河畔沙穆、圣皮埃尔当特勒蒙、耶讷、格勒诺布尔               |
| 尚贝里-沙勒莱索站南侧 | SNCF                                | 圣安德烈勒加兹、圣莫里斯堡（当某条铁路线施工或罢工时，SNCF可能会提供途径该线路沿途站点的大巴车） |
| 1. 2. 3. 4. 5.        |                                     |                                                                                                  |

### 市内交通
| 尚贝里-沙勒莱索站附近的公交线路 |                                                |                                 |
| 公交车站名称                    | 位置                                           | 停靠线路                        |
| Gare                            | 尚贝里-沙勒莱索站以西大约200米（由南向北单向） | 2路、2D路、3路、5路、18路、27路 |
| Olympe Gare                     | 尚贝里-沙勒莱索站以西大约300米（由北向南单向） | 2路、2D路、3路、5路             |
| Poste                           | 尚贝里-沙勒莱索站以西大约350米（由南向北单向） | 18路和27路                      |
| Gare                            | 尚贝里-沙勒莱索站门口（单向）                  | N2路                            |
| 1.                              |                                                |                                 |

## 临近车站
| 尚贝里-沙勒莱索站（Gare de Chambéry Challes-les-Eaux） |                            |                     |
| 上行车站                                               | 线路                       | 下行车站            |
| 滨湖维维耶站 9.4km ←                                   | 屈洛兹－莫达讷铁路         | 蒙梅利扬站 → 13.3km |
| 艾格伯莱特勒拉克站 45.4km ←                            | 圣安德烈勒加兹－尚贝里铁路 | （终点）            |
| - 本表仅显示运营中的线路及车站                         |                            |                     |